# Poecilopharis pygidialis
Poecilopharis pygidialis är en skalbaggsart som beskrevs av Jakl 2010. Poecilopharis pygidialis ingår i släktet Poecilopharis och familjen Cetoniidae. Inga underarter finns listade i Catalogue of Life.